# Isaiah Thomas
Isaiah Jamar Thomas (Tacoma, 7 de fevereiro de 1989) é um jogador norte-americano de basquete profissional. Atualmente está sem clube. 
Ele jogou basquete universitário pela Universidade de Washington e foi selecionado pelo Sacramento Kings como a 60º escolha geral no Draft da NBA de 2011.

## Primeiros anos
Filho de James Thomas e Tina Baldtrip, Isaiah Thomas foi nomeado em homenagem ao ex-jogador do Detroit Pistons, Isiah Thomas. Fã de longa data do Los Angeles Lakers, James fez uma aposta com um amigo que seu amado time derrotaria os Pistons nas finais de 1989 ou ele daria ao filho o nome do inimigo condecorado dos Lakers, Isiah Thomas. Os Pistons venceram mas James já havia gostado do nome bem antes disso. Sua mãe consentiu com a condição de que levasse a grafia bíblica.
Ele nasceu e foi criado em Tacoma, Washington. Quando criança, ele tinha os apelidos "Bighead" de seu pai e "Zeke" de sua mãe.

## Carreira no ensino médio
Thomas frequentou a Curtis Senior High School em University Place, Washington, até a 11ª série. Como suas notas tiveram que melhorar para ganhar uma bolsa de estudos, ele repetiu seu último ano na South Kent School em South Kent, Connecticut. Ele se formou na escola preparatória de Connecticut em 2008. 
Na Curtis High, ele teve média de 31,2 pontos em seu terceiro ano. Em 20 de abril de 2006, ele convocou uma coletiva de imprensa para anunciar sua intenção de assinar com a Universidade de Washington.
| Nome | Cidade Natal                                         | Escola            | Altura             | Peso           | Data                |
| --- | ---------------------------------------------------- | ----------------- | ------------------ | -------------- | ------------------- |
| Isaiah Thomas PG | South Kent, Connecticut                              | South Kent School | 5 ft 8 in (1.73 m) | 170 lb (77 kg) | 19 de Abril de 2006 |
| Isaiah Thomas PG | Recrutamento: Rivals: Scout: 247Sports: ESPN: 76/100 |                   |                    |                |                     |
| Rankings: Scout: 2º (PG); 22º \| Rivals: 14º (PG); 92º |                                                      |                   |                    |                |                     |
| - Nota: Em muitos casos, Scout, Rivals, 247Sports e ESPN podem entrar em conflito em suas listas de altura e peso, nestes casos, a média foi obtida. - Fonte: |                                                      |                   |                    |                |                     |

## Carreira universitária

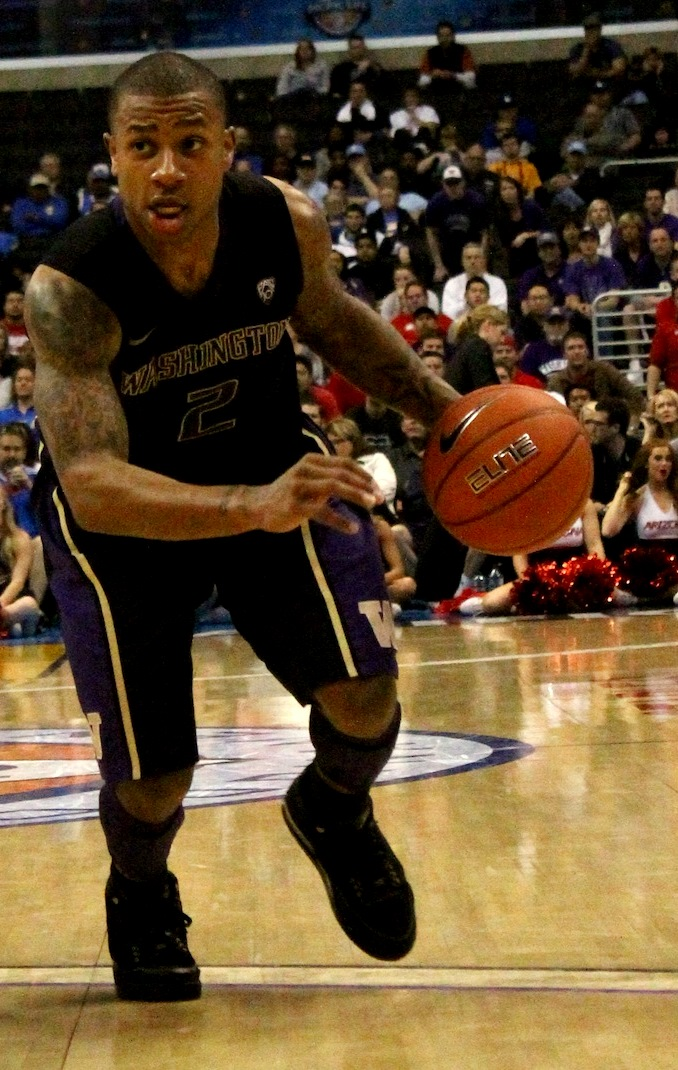
Thomas na Universidade de Washington em 2011

Thomas recebeu a bênção de Nate Robinson, ex-estrela de Washington, para vestir sua camisa número 2. Em 30 de dezembro de 2008, ele marcou 27 pontos em uma vitória em casa por 81-67 sobre Morgan State.
Como calouro, Thomas teve médias de 15,5 pontos, 2,6 assistências e 3,0 rebotes e foi nomeado Calouro do Ano da Pac-10. Em seu segundo ano, suas médias subiram para 16,9 pontos, 3,2 assistências e 3,9 rebotes e foi selecionado para a Primeira-Equipe da Pac-10.
Thomas foi novamente nomeado para a Primeira-Equipe da Pac-10 em seu terceiro ano. Em 12 de março de 2011, ele marcou 28 pontos e acertou a cesta da vitória na prorrogação sobre Arizona na final do Pac-10.
Em 31 de março de 2011, Thomas se declarou para o draft da NBA, renunciando ao seu último ano de elegibilidade universitária.

## Carreira profissional

### Sacramento Kings (2011–2014)

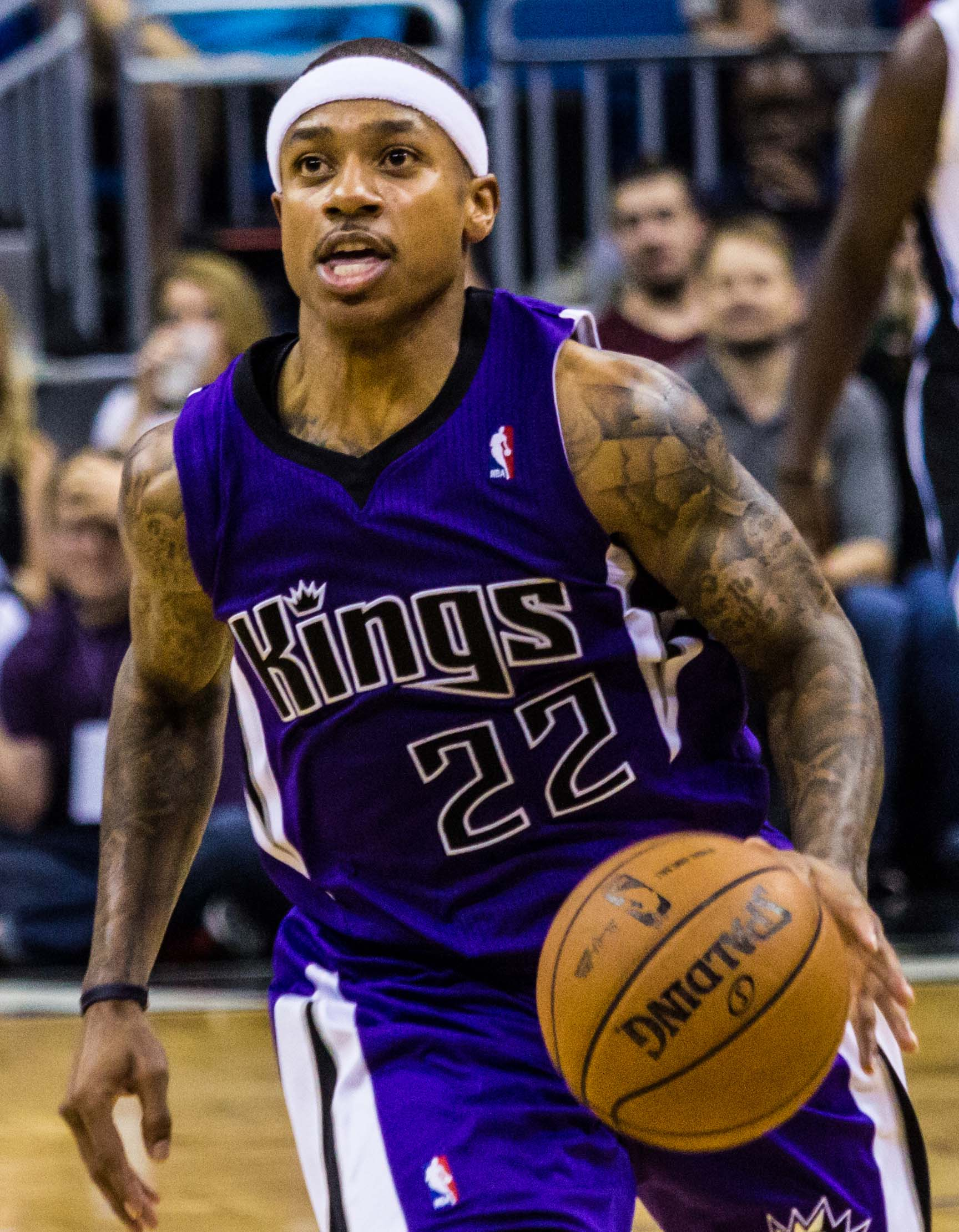
Thomas com o Sacramento Kings em 2013

Antes do draft da NBA de 2011, Thomas participou de seu próprio documentário pré-draft intitulado "Road to the NBA–The Isaiah Thomas Story". Thomas foi selecionado pelo Sacramento Kings como a 60ª e última escolha do draft de 2011.
Em 1 de março de 2012, Thomas foi nomeado o Novato do Mês da Conferência Oeste depois de ter médias de 12,2 pontos e 4,4 assistências em fevereiro. Nenhum jogador havia ganhado o prêmio de Novato do Mês depois de ser escolhido em último no draft da NBA. Em 2 de abril de 2012, Thomas foi mais uma vez nomeado Novato do Mês da Conferência Oeste depois de ter médias de 13,6 pontos e 4,9 assistências em março. Thomas também foi nomeado para a Segunda-Equipe de Novatos e terminou em sétimo na votação do Prêmio de Novato do Ano.
Em 19 de janeiro de 2014, Thomas marcou 38 pontos durante a derrota para o Oklahoma City Thunder. Cinco dias depois, ele marcou 38 pontos contra o Indiana Pacers. Em 18 de março de 2014, ele registrou seu primeiro triplo-duplo da carreira com 24 pontos, 11 assistências e 10 rebotes em uma vitória por 117-111 na prorrogação sobre o Washington Wizards; dando-lhe a distinção de ser o jogador mais baixo a registrar um triplo-duplo na NBA. Durante a temporada de 2013-14, Thomas se juntou a Calvin Murphy (duas vezes), Dana Barros, Damon Stoudamire e Michael Adams como os únicos jogadores com menos de 1,80 m de altura com média de mais de 20 pontos e seis assistências em uma temporada.
Thomas foi imensamente popular em suas três temporadas em Sacramento; sua demonstração de solidariedade e aparições frequentes em reuniões da Câmara Municipal durante a saga de realocação dos Kings o tornaram querido por muitos fãs.

### Phoenix Suns (2014–2015)
Em 12 de julho de 2014, Thomas foi adquirido pelo Phoenix Suns em troca de Alex Oriakhi. Em 14 de agosto de 2014, Thomas foi submetido a uma artroscopia bem-sucedida do pulso esquerdo, devido a uma lesão sofrida na temporada anterior. Ele fez sua estreia pelos Suns na vitória na abertura da temporada por 119-99 contra o Los Angeles Lakers, na qual registrou 23 pontos, 3 assistências e 1 rebote. Em 31 de outubro, Thomas novamente registrou 23 pontos na vitória por 94-89 sobre o San Antonio Spurs, juntando-se a Tom Chambers, AC Green e Tom Gugliotta como o quarto jogador dos Suns a marcar pelo menos 23 pontos em suas duas primeiras partidas.
Depois de perder oito jogos com uma lesão no tornozelo, Thomas voltou à ação em 12 de dezembro, marcando 10 pontos na derrota por 103-105 para o Detroit Pistons. Em 21 de janeiro de 2015, ele registrou 27 pontos, o recorde da temporada, na vitória por 118-113 sobre o Portland Trail Blazers. Em 5 de fevereiro, Thomas foi anunciado como participante do NBA Skills Challenge no All-Star Weekend, tornando-o o menor competidor a participar do evento.

### Boston Celtics (2015–2017)

#### Temporada de 2014–15
Em 19 de fevereiro de 2015, Thomas foi negociado com o Boston Celtics em troca de Marcus Thornton e uma escolha de primeira rodada de 2016. Três dias depois, ele fez sua estreia pelos Celtics marcando 21 pontos em uma derrota por 118-111 na prorrogação para o Los Angeles Lakers. Em 2 de março de 2015, ele foi nomeado o Jogador da Semana da Conferência Leste pelo jogos disputados de 23 de fevereiro a 1º de março.
Em 8 de abril de 2015, ele marcou 34 pontos na vitória por 113-103 sobre o Detroit Pistons. Posteriormente, ele ganhou o prêmio de Jogador da Semana da Conferência Leste pelo jogos disputados de 6 de abril a 12 de abril.
Como resultado de seu papel de sexto homem com Phoenix e Boston na temporada de 2014-15, Thomas terminou em segundo lugar na votação do Prêmio de Sexto Homem com 324 pontos, incluindo 33 votos de primeiro lugar.

#### Temporada de 2015–16
Em 16 de dezembro de 2015, Thomas marcou 38 pontos em uma derrota por 119-116 para o Detroit Pistons. Em 28 de janeiro de 2016, ele foi nomeado como reserva da Conferência Leste no All-Star Game da NBA de 2016. Thomas se tornou a menor escolha do draft a ser nomeado para o All-Star Game desde que o draft da NBA foi reduzido para duas rodadas em 1989. Ele também se tornou o menor jogador, junto com Calvin Murphy, a ser selecionado para o All-Star Game.
Em 8 de fevereiro de 2016, ele foi nomeado Jogador da Semana da Conferência Leste por jogos disputados de 1º de fevereiro a 7 de fevereiro. Thomas levou os Celtics a uma semana de 4-0 com médias de 20,3 pontos, 7,0 assistências e 4,5 rebotes.
Com os Celtics perdendo por 2-0 para o Atlanta Hawks na primeira rodada dos playoffs, Thomas marcou 42 pontos no Jogo 3 e levou Boston a uma vitória por 111-103. Ele se tornou apenas o nono jogador dos Celtics a marcar 40 pontos em um jogo de playoffs. Com 28 pontos no Jogo 4, Thomas ajudou o Celtics a igualar a série em 2–2 com uma vitória por 104–95 na prorrogação. No entanto, eles perderam a série por 4-2.

#### Temporada de 2016-17

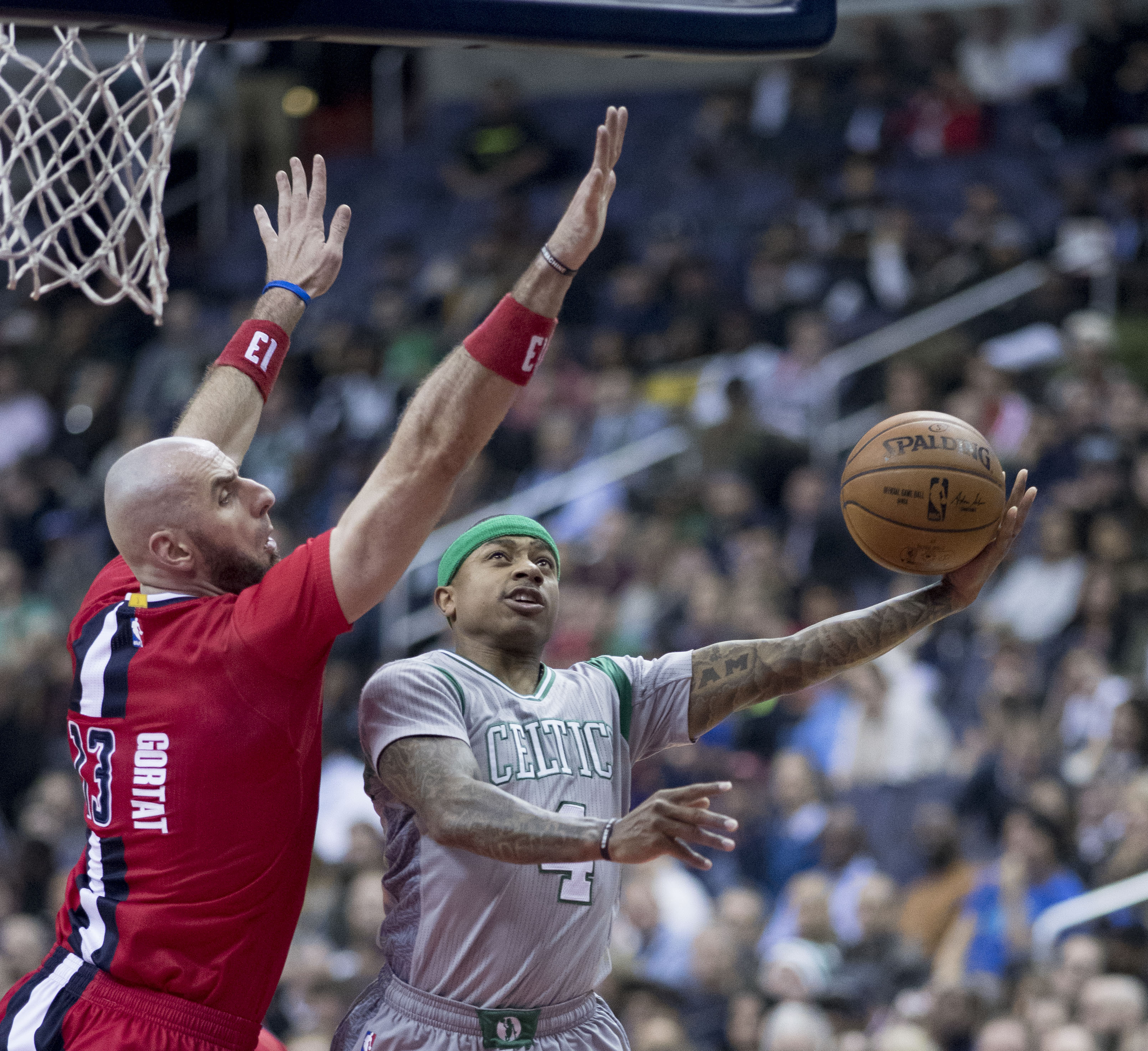
Thomas atacando a cesta em janeiro de 2017

Nos primeiros 21 jogos da temporada de 2016-17, Thomas marcou 20 pontos ou mais em todas os jogos, exceto uma. Depois de voltar de uma ausência de quatro jogos com uma lesão na virilha no início de dezembro, Thomas continuou a apresentar grandes números. Em 20 de dezembro, ele marcou 44 pontos em uma vitória por 112-109 na prorrogação sobre o Memphis Grizzlies. Posteriormente, ele ganhou o Prêmio de Jogador da Semana da Conferência Leste por jogos disputados de 19 de dezembro a 25 de dezembro. Em 30 de dezembro contra o Miami Heat, ele marcou 52 pontos em uma vitória por 117-114. Thomas acertou seis de seus nove arremessos de três pontos em um quarto e quebrou o recorde da franquia de 24 pontos em um quarto estabelecido por Larry Bird em 1983 e por Todd Day em 1995. Os 52 pontos de Thomas foram a quarta maior pontuação total na história do Celtics —Bird detém o recorde com 60 pontos em março de 1985.

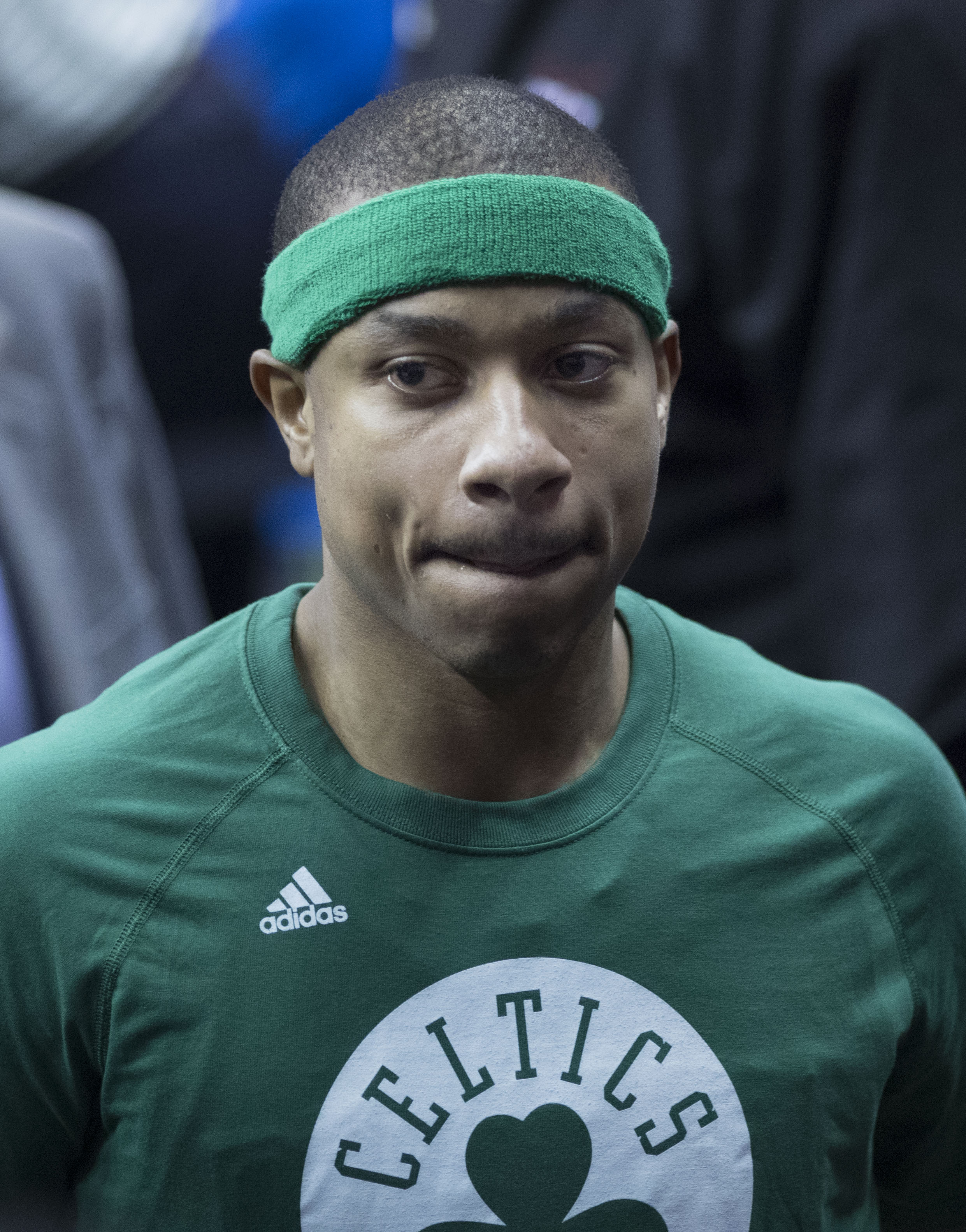
Thomas em 2017

Em 3 de janeiro de 2017, Thomas registrou 29 pontos e 15 assistências na vitória por 115-104 sobre o Utah Jazz. Em 21 de janeiro, ele fez 41 pontos em uma derrota por 127-123 na prorrogação para o Portland Trail Blazers, marcando seu 14º jogo de mais de 30 pontos na temporada.
Em 26 de janeiro, ele foi nomeado reserva da Conferência Leste no All-Star Game da NBA de 2017. Thomas teve média de 32,9 pontos em janeiro, marcando a terceira maior média mensal na história da equipe - Paul Pierce teve média de 33,5 em fevereiro de 2006 e Larry Bird teve média de 33,1 pontos em fevereiro de 1988. Em 2 de fevereiro, ele foi nomeado Jogador do Mês da Conferência Leste de janeiro. Ele liderou a NBA em pontuação (32,9) e empatou em quinto no Leste em assistências (6,9).
Em 15 de fevereiro, ele marcou 33 pontos na vitória por 116-108 sobre o Philadelphia 76ers. Foi seu 40º jogo consecutivo de 20 pontos, empatando o recorde da equipe estabelecido por John Havlicek durante a temporada de 1971-72. No dia seguinte, ele fez 29 pontos em uma derrota por 104-103 para o Chicago Bulls, tendo seu 41º jogo consecutivo com pelo menos 20 pontos, quebrando o recorde da equipe de Havlicek. Com 19 pontos contra o Atlanta Hawks em 27 de fevereiro, a sequência recorde de Thomas terminou em 43. Foi apenas a segunda vez nesta temporada que ele não registrou pelo menos 20 pontos em um jogo. Em 12 de março contra o Chicago, Thomas acertou seu 200º arremesso de três pontos da temporada, tornando-se o terceiro jogador dos Celtics a atingir essa marca, junto com Antoine Walker e Paul Pierce. Com 32 pontos contra o Milwaukee Bucks em 29 de março, Thomas se tornou apenas o sexto jogador dos Celtics a marcar 2.000 pontos em uma única temporada.
Thomas levou os Celtics a uma vitória na primeira rodada sobre o Chicago Bulls depois de saber no dia anterior ao início da série que sua irmã mais nova, Chyna Thomas, havia morrido em um acidente de carro. Depois que os Celtics derrotaram os Bulls por 4-2, ele voou pelo país para assistir ao funeral dela. Ele voltou a Boston para o Jogo 1 das semifinais da Conferência Leste e registrou 33 pontos e nove assistências na vitória por 123-111 sobre o Washington Wizards. No Jogo 2 contra Washington, Thomas marcou 53 pontos - o segundo maior total na história dos playoffs dos Celtics - para ajudar o Boston a vencer por 129-119 na prorrogação e ter uma vantagem de 2-0 na série. Ele se tornou apenas o quinto jogador dos Celtics a marcar 50 ou mais pontos em um jogo de pós-temporada, perdendo o recorde da equipe de John Havlicek por um ponto. No Jogo 7 contra Washington, Thomas registrou 29 pontos e 12 assistências para ajudar os Celtics a avançar para as finais da Conferência Leste pela primeira vez desde 2012. Depois que os Celtics perderam os dois primeiros jogos das finais da conferência para o Cleveland Cavaliers, Thomas foi descartado pelo restante da pós-temporada com uma lesão no quadril.

### Cleveland Cavaliers (2017–2018)
Em 22 de agosto de 2017, Thomas foi negociado, junto com Jae Crowder, Ante Žižić e a escolha de primeira rodada de 2018 do Brooklyn Nets, para o Cleveland Cavaliers em troca de Kyrie Irving. No entanto, durante o exame físico pós-negociação, surgiram preocupações sobre a saúde do quadril de Thomas. Como resultado, oito dias após o anúncio do acordo, os Celtics concordaram em enviar aos Cavaliers uma escolha de segunda rodada do draft de 2020 para completar a troca. Mais tarde, foi relatado que Thomas estava jogando com uma série de problemas secundários em seu quadril, como perda de cartilagem e alguma artrite, por várias temporadas. Em 25 de setembro de 2017, os Cavaliers disseram que Thomas poderia jogar até o final do ano.
Em 21 de dezembro de 2017, Thomas jogou no Canton Charge da G-League. Em 2 de janeiro de 2018, Thomas fez sua tão esperada estreia pelos Cavaliers, marcando 17 pontos em 19 minutos na vitória por 127-110 sobre o Portland Trail Blazers. Um dia depois, Thomas voltou ao TD Garden. Embora ele não tenha jogado na derrota dos Cavaliers por 102-88, Thomas foi aplaudido de pé pelos torcedores dos Celtics. Em 6 de janeiro, ele teve 19 pontos e quatro assistências em sua segunda aparição da temporada em uma vitória por 131-127 sobre o Orlando Magic. Em 20 de janeiro, ele marcou 24 pontos em uma derrota por 148-124 para o Oklahoma City Thunder.

### Los Angeles Lakers (2018)
Em 8 de fevereiro de 2018, os Cavaliers trocaram Thomas, Channing Frye e uma escolha de primeira rodada do draft de 2018 para o Los Angeles Lakers em troca de Jordan Clarkson e Larry Nance Jr.
Em sua estreia pelo Lakers, Thomas marcou 22 pontos em uma derrota por 130-123 para o Dallas Mavericks. Em 1º de março, ele marcou 29 pontos, o recorde da temporada, na vitória por 131-113 sobre o Miami Heat. Em 29 de março, ele foi descartado pelo resto da temporada após passar por uma cirurgia artroscópica no quadril direito.

### Denver Nuggets (2018–2019)
Em 16 de julho de 2018, Thomas assinou um contrato de um ano e US$ 2 milhões com o Denver Nuggets.
Em 13 de fevereiro de 2019, ele fez sua estreia pelos Nuggets e marcando oito pontos na vitória por 120-118 sobre o Sacramento Kings. Foi seu primeiro jogo desde 2 de março de 2018, quando estava nos Lakers.

### Washington Wizards (2019–2020)
Em 10 de julho de 2019, Thomas assinou um contrato de 1 ano e US$2.3 milhões com o Washington Wizards. Em 22 de dezembro, Thomas foi suspenso por dois jogos sem remuneração por entrar nas arquibancadas durante um jogo.
Em 6 de fevereiro de 2020, Thomas foi negociado com o Los Angeles Clippers em uma negociação que também envolveu o New York Knicks. Ele foi dispensado um dia depois.

### New Orleans Pelicans (2021)
Em 3 de abril de 2021, Thomas assinou um contrato de 10 dias com o New Orleans Pelicans. Em três jogos, ele teve média de 7,7 pontos.

### Grand Rapids Gold (2021)
Em 13 de dezembro de 2021, Thomas assinou com o Grand Rapids Gold da G-League. Ele fez sua estreia pela equipe em 15 de dezembro, registrando 42 pontos, oito assistências e seis rebotes em 42 minutos durante uma derrota por 127-131 para o Fort Wayne Mad Ants.

### Retorno aos Lakers (2021)
Em 17 de dezembro de 2021, Thomas assinou um contrato de 10 dias para retonar para o Los Angeles Lakers. Em sua estreia na temporada, ele marcou 19 pontos em 22 minutos em uma derrota contra o Minnesota Timberwolves.

### Dallas Mavericks (2021–2022)
Em 29 de dezembro de 2021, Thomas assinou um contrato de 10 dias com o Dallas Mavericks.

### Retorno a Grand Rapids (2022)
Em 14 de fevereiro de 2022, Thomas foi readquirido pelo Grand Rapids Gold.

### Charlotte Hornets (2022–Presente)
Em 3 de março de 2022, Thomas assinou um contrato de 10 dias com o Charlotte Hornets. Em 12 de março, ele assinou um segundo contrato de 10 dias. Em 22 de março, Thomas foi contratado pelo restante da temporada.

## Estatísticas da carreira

### NBA

#### Temporada regular
| Ano      | Equipe      | PJ  | PT  | MPJ  | AP   | 3P   | LL    | RT  | AS  | BR  | TO  | PPJ  |
| -------- | ----------- | --- | --- | ---- | ---- | ---- | ----- | --- | --- | --- | --- | ---- |
| 2011–12  | Sacramento  | 65  | 37  | 25.5 | .448 | .379 | .832  | 2.6 | 4.1 | .8  | .1  | 11.5 |
| 2012–13  | Sacramento  | 79  | 62  | 26.9 | .440 | .358 | .882  | 2.0 | 4.0 | .8  | .0  | 13.9 |
| 2013–14  | Sacramento  | 72  | 54  | 34.7 | .453 | .349 | .850  | 2.9 | 6.3 | 1.3 | .1  | 20.3 |
| 2014–15  | Phoenix     | 46  | 1   | 25.7 | .426 | .391 | .872  | 2.4 | 3.7 | 1.0 | .1  | 15.2 |
| 2014–15  | Boston      | 21  | 0   | 26.0 | .411 | .345 | .861  | 2.1 | 5.4 | .6  | .0  | 19.0 |
| 2015–16  | Boston      | 82  | 79  | 32.2 | .428 | .359 | .871  | 3.0 | 6.2 | 1.1 | .1  | 22.2 |
| 2016–17  | Boston      | 76  | 76  | 33.8 | .463 | .379 | .909  | 2.7 | 5.9 | .9  | .2  | 28.9 |
| 2017–18  | Cleveland   | 15  | 14  | 27.1 | .361 | .253 | .868  | 2.1 | 4.5 | .6  | .1  | 14.7 |
| 2017–18  | LA Lakers   | 17  | 1   | 26.8 | .383 | .327 | .921  | 2.1 | 5.0 | .4  | .1  | 15.6 |
| 2018–19  | Denver      | 12  | 0   | 15.1 | .343 | .279 | .630  | 1.1 | 1.9 | .4  | .1  | 8.1  |
| 2019–20  | Washington  | 40  | 37  | 23.1 | .403 | .413 | .816  | 1.7 | 3.7 | .3  | .2  | 12.2 |
| 2020–21  | New Orleans | 3   | 0   | 16.0 | .333 | .250 | 1.000 | 1.3 | 1.7 | .3  | .0  | 7.7  |
| 2021–22  | L.A. Lakers | 4   | 1   | 25.3 | .308 | .227 | .727  | 2.0 | 1.5 | .0  | .5  | 9.3  |
| 2021–22  | Dallas      | 1   | 0   | 13.0 | .375 | .000 | –     | .0  | 4.0 | .0  | .0  | 6.0  |
| 2021–22  | Charlotte   | 17  | 0   | 12.9 | .433 | .397 | .933  | 1.2 | 1.4 | .4  | .2  | 8.3  |
| Carreira | Carreira    | 550 | 362 | 24.2 | .400 | .313 | .855  | 1.9 | 3.9 | .5  | .1  | 14.1 |
| All-Star | All-Star    | 2   | 0   | 18.4 | .423 | .333 | 1.000 | 1.7 | 1.8 | 0.5 | 0.0 | 14.8 |

#### Playoffs
| Ano      | Equipe   | PJ | PT | MPJ  | AP   | 3P   | LL   | RT  | AS  | BR  | TO  | PPJ  |
| -------- | -------- | -- | -- | ---- | ---- | ---- | ---- | --- | --- | --- | --- | ---- |
| 2015     | Boston   | 4  | 0  | 29.8 | .333 | .167 | .969 | 3.0 | 7.0 | 0.8 | 0.0 | 17.5 |
| 2016     | Boston   | 6  | 6  | 36.7 | .395 | .283 | .809 | 3.0 | 5.0 | 0.7 | 0.8 | 24.2 |
| 2017     | Boston   | 15 | 15 | 34.7 | .425 | .333 | .820 | 3.1 | 6.7 | 0.9 | 0.1 | 23.3 |
| Carreira | Carreira | 25 | 21 | 34.4 | .406 | .302 | .842 | 3.1 | 6.3 | 0.8 | 0.3 | 22.6 |

### Universitário
| Ano      | Equipe     | PJ  | PT  | MPJ  | AP   | 3P   | LL   | RT  | AS  | BR  | TO | PPJ  |
| -------- | ---------- | --- | --- | ---- | ---- | ---- | ---- | --- | --- | --- | -- | ---- |
| 2008–09  | Washington | 35  | 34  | 28.4 | .418 | .291 | .686 | 3.0 | 2.6 | 1.1 | .1 | 15.5 |
| 2009–10  | Washington | 35  | 35  | 31.1 | .415 | .327 | .732 | 3.9 | 3.2 | 1.1 | .1 | 16.9 |
| 2010–11  | Washington | 35  | 35  | 31.9 | .445 | .349 | .719 | 3.5 | 6.1 | 1.3 | .1 | 16.8 |
| Carreira | Carreira   | 105 | 104 | 30.4 | .426 | .322 | .712 | 3.4 | 3.9 | 1.1 | .1 | 16.4 |

Fonte:

## Prêmios e homenagens
- 2 vezes NBA All-Star: 2016, 2017
- All-NBA Team:
  - Segundo time: 2017
- NBA All-Rookie Team:
  - Segundo time: 2012